# Hossein Jahanbanian
Hossein Jahanbanian (2 d'abril de 1976) és un ciclista iranià, professional des del 2008.

## Palmarès
- 2005
  - Vencedor d'una etapa al Milad De Nour Tour
- 2007
  - Vencedor d'una etapa al Kerman Tour
  - Vencedor d'una etapa al Milad De Nour Tour
- 2008
  - Vencedor d'una etapa a la Volta a Indonèsia
- 2011
  - 1r al Tour de Java oriental